# Stefano Bonatti
Stefano Bonatti (* 24. Mai 1902 in Turin; † 23. April 1968 in Pisa) war ein italienischer Mineraloge, Petrograph, Chemiker und Kristallograph.

## Leben
Bonatti war der Sohn von Augusto und Ada Roisecco Bonatti. Er schloss 1925 sein Studium der Chemie an der Universität Pisa ab. Ab 1926 war er Assistenzprofessor für Mineralogie an der naturwissenschaftlichen Fakultät (MFN, Matematiche, Fisiche e della Naturali) der Universität Pisa und 1933 freier Dozent für Mineralogie. Er war ein Schüler von Giovanni D’Achiardi, dem er ab 1. Januar 1939 als außerordentlicher Professor für Mineralogie auf dem Lehrstuhl für Petrographie in Messina und 1942 als ordentlicher Professor auf dem für Mineralogie an der Universität Pisa nachfolgte. Nach Bonattis Tod am 23. April 1968 wurde Giorgio Marinelli Inhaber des Lehrstuhls.
In Pisa hatte Bonatti Lehraufträge an den Fakultäten für Ingenieurwesen und Landwirtschaft sowie an der Scuola Normale Superiore inne. In Livorno lehrte er an der Accademia Navale. Als Direktor des Instituts für Mineralogie und Petrographie der Fakultät für Naturwissenschaften war er ab 1947 auch Direktor des Naturhistorischen Museums und ab 1950, nach Ernennung, Leiter des Instituts für Mineralogie und Geologie der Fakultät für Landwirtschaft.
Von 1950 bis 1956 war er Dekan der Fakultät für Naturwissenschaften der Universität Pisa, ab 1944 Sekretär der Società Toscana di Scienze Naturali, Gründungsmitglied der Società Italiana di Mineralogia e Petrologia (SIMP), deren Vorsitz er von 1964 bis 1965 innehatte, ab 1960 korrespondierendes Mitglied der Accademia Nazionale dei Lincei sowie ab 1952 Mitglied der Mineralogical Society of America.
Bonatti arbeitete in verschiedenen Forschungsbereichen. Seine Bibliografie umfasst mehr als 60 wissenschaftliche Arbeiten. Diese eingehenden Studien stellen den Faden einer einheitlichen Forschungslinie dar, deren Hauptinteresse die Untersuchung der Eigenschaften und Entstehungsbedingungen der Mineralien war. Später untersuchte Bonatti die Sande der italienischen Flüsse und Küsten.
Die eingehende Analyse der Mineralien, aus denen die Sande bestehen, die durch den Zerfall von Pyroklastiten entstehen, führte Bonatti zu der Annahme, dass es eine neue mineralogenetische Phase gibt, die mit Vulkanausbrüchen verbunden ist und zur Bildung von Mineralien mit pneumatolytischer Genese während der explosiven und schnellen Entgasungsphase führt.
Typisch für diese Art der Forschungsentwicklung sind seine Forschungsergebnisse über die metamorphen und magmatischen Gesteine der Toskana: von der petrographischen Studie der Apuanischen Alpen von 1938 bis zu den Gesteinen von Elba sowie den ophiolithischen Gesteinen des Apennins.
Bonattis Untersuchungen der morphologischen und strukturellen Merkmale von natürlichen und künstlichen kristallinen Körpern sind ebenfalls zahlreich und bedeutsam. Unter den Mineralien galt seine besondere Aufmerksamkeit den Silikaten, darunter dem Dachiardit und dem Perrierit, ein neues Mineral, das Bonatti im Neptunsand entdeckte und 1950 in Zusammenarbeit mit Glauco Gottardi beschrieb.
Anhand der Strukturuntersuchung von Perrierit stellte Stefano Bonatti 1966 in Zusammenarbeit mit seinem Schüler Gottardi Überlegungen zu den möglichen verschiedenen Kombinationen eines einzigen Strukturmodells an, das in Perrierit identifiziert wurde. Darauf basierend stellte er eine Hypothese für ein Strukturmodell für Chevkinit auf, wobei er ausdrücklich das Konzept des schichtweisen Polymorphismus in Mineralen der Sorosilikatgruppe einführte.
Diese Forschungsarbeiten waren ein Vorläufer für die in späteren Jahren entwickelten Studien über ungeordnete Sequenzen und die Anordnung von Domänen in zweidimensionalen Strukturmodellen. Die Entwicklung der Perrierit-Forschung folgt den Erkenntnissen der auf kristalline Körper angewandten Röntgendiffraktometrie, die Bonatti bereits in den 1930er Jahren als einer der ersten in Italien bei der Untersuchung der morphologischen und strukturellen Kristallographie von Xanthogensäure-Salzen entwickelt hatte.

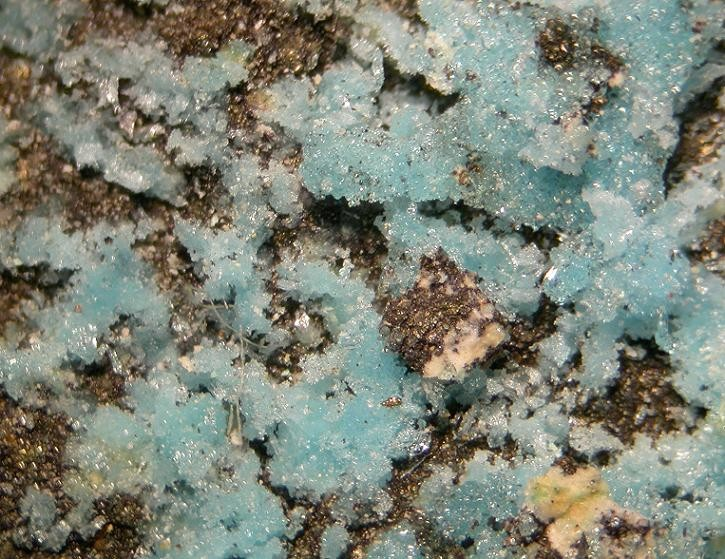
Das Mineral Bonattit wurde nach Stefano Bonatti benannt.

Während seiner Forschungstätigkeit stellte Bonatti fest, dass ihm geeignete Methoden zur Erfassung und Interpretation der Daten fehlten. Daher führte er eine Reihe methodischer Untersuchungen durch, bei denen er neue Methoden zur Untersuchung von Plagioklas-Mikrolithen am Universaltisch, mikrochemische Tests zur Unterscheidung von Natrium und Kalium, grafische Methoden zur Darstellung von Kristallen und Geminaten sowie numerische Methoden zur Berechnung von morphologischen Konstanten und optischen Parametern entwickelte.

## Dedikationsnamen
1957 benannte Carlo L. Garavelli das Mineral Bonattit Cu(SO4)·3H2O zu Ehren von Stefano Bonatti.